# Édit de Pîtres

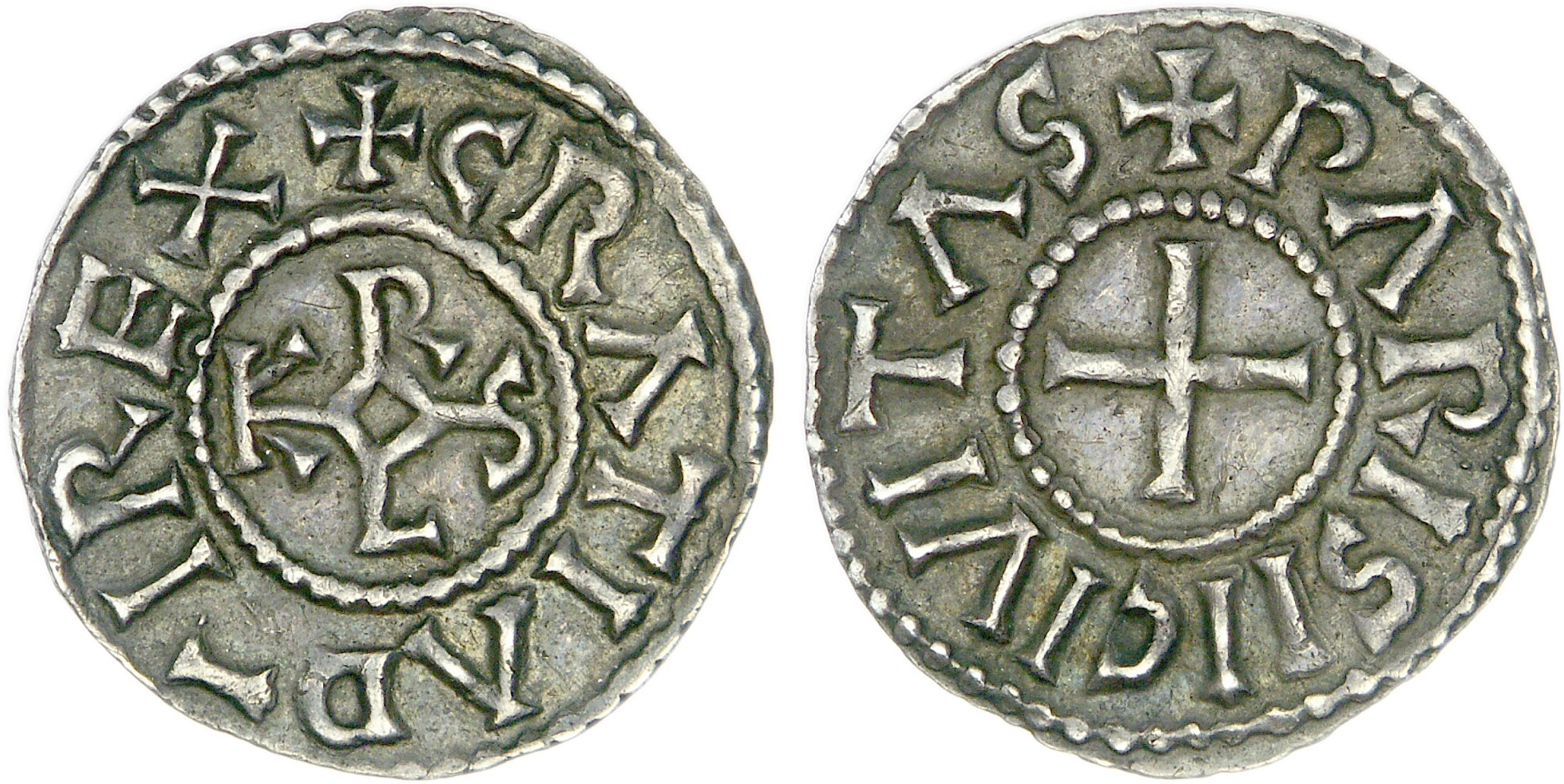
Denier en argent (1,77 g), frappé à Paris à partir de 864, monogramme de Charles II à gauche.


Droit romano-germain
Droit du haut Moyen Âge
capitulaire de Quierzy
L'édit de Pîtres, ou édit de Pistres (du latin « Edictun Pistense »), est un capitulaire promulgué le 25 juin 864 par Charles II le Chauve à la deuxième des quatre assemblées (conciles) réunies à Pîtres sous son règne entre 861 et 869. Il est souvent cité par les historiens comme un exemple d'action gouvernementale réussie de la part du roi de la Francie occidentale.
Charles le Chauve, avec ce capitulaire, revient sur le principe de personnalité des lois. En effet, il va permettre la mise en place du système de territorialité des lois, système qui marque la période féodale. Le système de personnalité des lois est jugé trop archaïque et empêche une unité au sein du territoire chrétien.
L'acte est considéré comme le plus important de son règne avec le capitulaire de Quierzy de 877. Il prend plusieurs décisions qui ont des répercussions politiques, économiques et militaires majeures :
- Pépin II d'Aquitaine est condamné comme traître et apostat, déposé et doit se retirer dans un monastère, à Senlis[3].
- Une refonte des monnaies est programmée et des peines sévères envisagées contre les faux monnayeurs. Charles le Chauve limite à 10 le nombre d'ateliers - dont la Monnaie de Paris - chargés de la frappe pour tout le royaume de Francie occidentale, et choisit un nouveau type : son monogramme (repris du monogramme de Charlemagne) entouré de la légende Gratia Dei Rex. Au revers : une croix pattée entourée du nom du lieu de diffusion de la monnaie (et non du nom de l'atelier)[4],[5]. Il établit un nouveau denier (nova moneta nostra) pesant 1,75 g d'argent titré 980 millièmes et fixe à 12 pour 1 le rapport de l'or à l'argent : une livre d'or est l'équivalent légal de douze livres de deniers d'argent[6].

- Reprenant les résolutions prises au précédent concile tenu déjà à Pîtres en 861-862, Charles le Chauve envisage de fortifier les ponts contre les Vikings, en particulier le pont de Pîtres. Il interdit le commerce des armes avec l’envahisseur[7]. Soucieux de ne pas voir ses vassaux se renforcer à ses dépens, le roi interdit la construction de fortifications et les frappes privées. « Nous voulons que ceux qui, ces derniers temps, ont construit des forteresses, fertés et haies sans notre autorisation, aient détruit ces fortifications aux Kalendes d'août, parce que les voisins et les habitants d'alentour ont supporté, à cause d'elles, beaucoup de déprédations et de torts. Si quelques-uns refusent de les détruire, c'est aux comtes, dans les comtés desquels elles ont été faites, de le faire »[8].
- Le capitulaire ordonne un recensement des hommes libres obligés de servir l'ost et apporte certaines améliorations sur le sort des esclaves et des colons[9].

Selon Abraham Léon, l'édit « punit la vente de l'or ou de l'argent impurs par le fouet, lorsqu'il s'agit de serfs ou de corvéables, et d'une amende d'argent quand il s'agit de Juifs ou d'hommes libres ».